# 鈴川二郎
鈴川 二郎（、1912年〈大正元年〉11月24日 - 没年不詳）は、日本の俳優。

## 来歴・人物
東宝の専属俳優。
主に本多猪四郎監督の特撮映画に多く出演し、1956年の『空の大怪獣 ラドン』では緒方燐作が演じる五郎と犬猿の仲である由造、1960年の『ガス人間第一号』では土屋嘉男演じるガス人間に襲われた金庫前の死体、1964年の『三大怪獣 地球最大の決戦』では「金星ってのは、アフリカか？」と言って失笑を買う若林映子演じる金星人と名乗るサルノ王女に群がる野次馬を演じた。
1968年以降の出演記録やテレビドラマの出演が見当たらず、すでに故人とされるが、没年月日や死因などは明らかでない。
同じく専属俳優だった加藤茂雄によると鈴川は昔、静岡県の無声映画の映写技師であり、阪東妻三郎に憧れて俳優になったという。また、中島春雄によれば当時東映の専属俳優だった片岡千恵蔵が東宝に招かれた際、彼がNGを出すたびに監督だった渡辺邦男が「お前が悪い！」と鈴川のせいにして叱ったという。岡豊の妻である記平佳枝によれば、鈴川は岡夫妻の家に泊まった際に朝になって柏手を打って太陽を拝んでいたといい、信心深い人物であったと証言している。

## 出演作品

### 東宝
特筆以外、すべて製作・配給は「東宝」である。
- 天晴れ一番手柄 青春銭形平次（1953年、市川崑監督）
- 七人の侍（1954年、黒澤明監督） - 百姓
- 魔子恐るべし（1954年、鈴木英夫監督）
- ゴジラシリーズ
  - ゴジラ（1954年、本多猪四郎監督） - 大戸島村民[1][9]
  - キングコング対ゴジラ（1962年、本多猪四郎監督） - 船員[10]
  - 三大怪獣 地球最大の決戦（1964年、本多猪四郎監督） - 野次馬[10][9][注釈 1]
- 透明人間（1954年、小田基義監督） - 記者[要出典][注釈 1]
- 麦笛（1955年、豊田四郎監督）
- 33号車応答なし（1955年、谷口千吉監督）
- 獣人雪男（1955年、本多猪四郎監督） - 捜索隊員[要出典][注釈 1]
- 若い樹（1956年、本多猪四郎監督）
- 女房族は訴える（1956年、筧正典監督）
- ならず者（1956年、青柳信雄監督）
- 東京の人さようなら（1956年、本多猪四郎監督） - 漁師
- 白夫人の妖恋（1956年、豊田四郎監督） - 呂祖廟の民[要出典][注釈 1]
- いで湯の姉妹（1956年、小田基義監督） - 源造
- 空の大怪獣 ラドン（1956年、本多猪四郎監督） - 炭坑夫由造[1][4]
- 最後の脱走（1957年、谷口千吉監督）
- 下町（1957年、千葉泰樹監督） - 自転車の男
- 続サラリーマン出世太閤記（1957年、筧正典監督）
- 地球防衛軍（1957年、本多猪四郎監督） - 村人、記者、防衛軍幹部、ミステリアン幹部[要出典][注釈 1]
- 変身人間シリーズ
  - 美女と液体人間（1958年、本多猪四郎監督） - 真木博士の助手[要出典][注釈 1]
  - ガス人間第一号（1960年、本多猪四郎監督） - 殺される出納係長[3][注釈 2]
- 弥次喜多道中双六（1958年、千葉泰樹監督）：水花の垂安
- 若旦那は三代目（1958年、中村積監督）
- 大怪獣バラン（1958年、本多猪四郎監督） - 部落の男[要出典][注釈 1]
- 日本誕生（1959年、稲垣浩監督） - 大和国の民[要出典] [注釈 1]
- 宇宙大戦争（1959年、本多猪四郎監督） - 会議出席者、演説する政府関係者[要出典][注釈 1]
- 八百屋お七 江戸祭り一番娘（1960年、岩城英二監督）
- がめつい奴（1960年、千葉泰樹監督）
- 秋立ちぬ（1960年、成瀬巳喜男監督）
- 背広三四郎 花の一本背負い（1961年、岩城英二監督）
- 顔役暁に死す（1961年、岡本喜八監督） - 倉岡署の刑事[注釈 1]
- モスラ（1961年、本多猪四郎監督） - インファント島の島民[要出典][注釈 1]
- 世界大戦争（1961年、松林宗恵監督） - 笠置丸船員[要出典][注釈 1]
- 君も出世ができる（1964年、須川栄三監督） - 羽田空港の男[注釈 1]
- 宇宙大怪獣ドゴラ（1964年、本多猪四郎監督） - 火力発電所当直員[11]
- フランケンシュタイン対地底怪獣（1965年、本多猪四郎監督） - 広島の農夫[要出典][注釈 1]
- 大冒険（1965年、古澤憲吾監督）[注釈 3] - 名古屋署の警察官[要出典][注釈 1]
- 奇巌城の冒険（1966年、谷口千吉監督）[注釈 4] - 敦煌の民、ペシルの民[注釈 1]
- 連合艦隊司令長官 山本五十六（1968年、丸山誠治監督） - 鹿児島湾の漁師[要出典][注釈 1]